# Бриџтон (Северна Каролина)
Бриџтон (енгл. Bridgeton) град је у америчкој савезној држави Северна Каролина.

## Демографија
По попису из 2010. године број становника је 454, што је 126 (38,4%) становника више него 2000. године.
| Група             | 2000.       | 2010.       |
| Белци             | 314 (95,7%) | 360 (79,3%) |
| Афроамериканци    | 5 (1,5%)    | 54 (11,9%)  |
| Азијати           | 1 (0,3%)    | 1 (0,2%)    |
| Хиспаноамериканци | 3 (0,9%)    | 21 (4,6%)   |
| Укупно            | 328         | 454         |